# Derviš Tafro
Derviš Tafro (1889 Foča, Bosna a Hercegovina – 9. února 1981 Sarajevo, Socialistická federativní republika Jugoslávie) byl bosenskohercegovský pedagog bosňáckého původu.

## Život
V rodném městě navštěvoval základní školu, vyšší gymnázium absolvoval v Sarajevu (maturoval 1911). Vysokoškolské studium historie a geografie dokončil roku 1917 na Filozofické fakultě Vídeňské univerzity. V rakouské metropoli se angažoval v muslimské akademickém spolku Zvijezda (Hvězda), který mezi bosenskohercegovskými muslimy propagoval srbskou nacionální myšlenku. Současně aktivně působil v muslimském podpůrném spolku Gajret (Úsilí), který taktéž inklinoval k srbskému prostředí.
Mezi lety 1918 a 1924 vyučoval v reálném gymnáziu v Sarajevu a gymnáziu v Banja Luce. Ve školním roce 1924/1925 působil ve Velké medrese ve Skopji a současně byl prefektem jejího internátu. Poté získal místo profesora a prefekta internátu v Šarí‘atském gymnáziu v Sarajevu, v němž setrval až do roku 1934, kdy se stal ředitelem gymnázia v Bosenské Gradišce. Krátce před rokem 1941, kdy Jugoslávii napadlo nacistické Německo a země se rozpadla, byl vedoucím školského odboru bánské správy Vrbaské bánoviny v Banja Luce. Nově ustavenému ustašovskému režimu Nezávislého státu Chorvatsko se znelíbila jeho prosrbská orientace a ze státní služby byl propuštěn. Do roku 1944 žil v ústraní v Konjici, nato se vrátil do Banja Luky, kde se aktivně zapojil do partyzánského hnutí a činnosti jeho Zemské antifašistické rady národního osvobození Bosny a Hercegoviny.
Mezi lety 1945 a 1949 vedl odbor středoškolského vzdělávání ministerstva školství Bosny a Hercegoviny. Roku 1949 se stal ředitelem památkové ústavu v Sarajevu (Zemaljski zavod za zaštitu spomenika kulture i prirodnih rijetkosti), založeného roku 1947. Na tomto postu setrval až do roku 1952, kdy byl pezionován. Další dva roky byl externím spolupracovníkem ústavu. Coby penzista deset let vedl Gazi Husrev-begovu knihovnu v Sarajevu.
Tafro od roku 1946 vedl muslimský kulturní a podpůrný spolek Preporod (Obrození), který byl komunistickou vládou definitivně rozpuštěn roku 1949. Po válce byl jako exponent režimu dosazován na různé posty v Islámském společenství v Bosně a Hercegovině, ač sám nebyl praktikující věřící. O jeho neoblíbenosti mezi muslimy svědčí fakt, že jeho smrt nebyla zmíněna v žádných dobových islámských tiskovinách.